# Deadcore
Deadcore (anciennement Deadlock, parfois stylisé DeadCore) est un jeu vidéo de plates-formes et de tir à la première personne développé par 5 Bits Games et édité par Bandai Namco Games, sorti en 2014 sur Windows, Mac et Linux. Il sort en 2017 sur PlayStation 4 et Xbox One.

## Accueil

### Critique
- Canard PC : 7/10[4]

### Récompenses
Le jeu a reçu le Ping Award du meilleur jeu PC/Mac en 2014.